# Германистика
Германистика (на немски: Germanistik) или Немска филология е академична дисциплина от хуманитаристиката, която изследва немския език и немскоезичната литература в техните исторически и съвременни форми.
Модерната германистика се състои от три отделни предмета – германистична лингвистика, нова немска литература и германистична медиевистика.
След 80-те години на XX век дисциплината се дели също на немска и чуждестранна германистика.

## История
Германистиката възниква още през Средновековието като обща хуманитарна дисциплина. През този период немските езици практически не се изучават. Като наука германистиката има наченки едва през XVI–XVII век. Но истинско развитие получава през IXX век чрез дейността на филолозите Георг Фридрих Бенеке, Братя Грим и Карл Лахман. Научният им интерес към литературното минало е вдъхновен от романтичната естетика с нейното преоткриване на средновековната поезия.

## Съвременна германистика
През 50-те години на XX век в германистиката възниква уклон към иманентно тълкуване на литературната творба, за което заслуга има швейцарският германист Емил Щайгер. Този метод се изразява в строго придържане към словесния изказ и издига в парадигма изясняването на мотивите и метафорите, като се изключват всякакви външни влияния и исторически обстоятелства.
Приложение намират също различни психоаналитични методи, които чрез творбата се стремят да изяснят личността на автора.
След 60-те години настъпва голямо разнообразие в методологията на литературните изследвания – структурализъм, рецептивна естетика и наратология.
През 70-те години този спектър се разширява с теория на интертекстуалността и анализ на дискурса. Възникват постструктуралистични, семиотични и деконструктивистични, а също феминистични и постфеминистични изследвания.
Немската германистика – за разлика от чуждестранната – по правило се придържа към компаративните направления и към понятието за „световна литература“ (Weltliteratur), утвърдено през 1827 г. от Йохан Волфганг фон Гьоте. Под това понятие Гьоте разбира литература, която възниква от един наднационален, космополитен дух.